# Clavelina cylindrica
Clavelina cylindrica is een zakpijpensoort uit de familie van de Clavelinidae. De wetenschappelijke naam van de soort werd in 1834, als Polyclinum cylindrica, voor het eerst geldig gepubliceerd door Quoy & Gaimard. De soort wordt gevonden in ondiepe wateren rond Australië.